# Club Baloncesto Clavijo
O Club Baloncesto Clavijo  é um clube profissional de basquetebol situado na cidade de Logroño, La Rioja, Espanha que atualmente disputa a Liga Ouro.

## História
O clube foi fundado no ano de 1967, uma época onde o basquetebol era amador em sua essência na província de Logroño e todo o trabalho inicial foi feito por entusiastas do esporte de maneira humilde.
Na Temporada de 1977-78 alcançou a promoção para a 2ª Divisão (hoje equivalente a LEB Prata) e nesta mesma época iniciou longa parceria entre o clube e a instituição financeira CajaRioja. Disputou os Playoffs de Ascensão da 1ª Divisão para a Liga ACB nas temporadas 1985-86 e 1986-87. A diretoria do clube na época atestou situação financeira bastante difícil e pediu apoio ao empresariado da cidade, o apoio não veio e viu-se o CB Clavijo relegado as divisões inferiores novamente.
Na década de 90 já havia bons basquetebolistas em La Rioja, sobretudo em Logroño, mas não havia um clube de projeção regional, muito menos nacional para que estes representassem a região. Foi neste cenário, que apoiados pela CajaRioja, tiraram da letargia o CB Clavijo e na temporada 1999-00 o clube ascendeu para a 1ª Divisão Autonómica.
Na próxima temporada foi promovido para a Liga EBA que é a competição do 4ª nível do basquetebol espanhol e chegou a LEB Prata na temporada 2003-2004 onde permaneceu até 2010-11 quando sagraram-se campeões da LEB Prata e ganharam o direito de disputar a LEB Ouro.

## Uniforme
| Casa | Visitante |

## Temporada por Temporada
| Temporada | Nível | Divisão   | Pos. | Pós Temporada            | TR    | PL  | Copas          | Copas |
| --------- | ----- | --------- | ---- | ------------------------ | ----- | --- | -------------- | ----- |
| 2001–02   | 4     | Liga EBA  | 11   | –                        | 16–18 | –   | –              | –     |
| 2002–03   | 4     | Liga EBA  | 9    | –                        | 16–14 | –   | –              | –     |
| 2003–04   | 3     | LEB Plata | 5    | Quartas de Finais        | 17–9  | 1–3 | Copa LEB Plata | C     |
| 2004–05   | 3     | LEB Plata | 11   | –                        | 13–17 | –   | –              | –     |
| 2005–06   | 3     | LEB Plata | 11   | –                        | 12–18 | –   | –              | –     |
| 2006–07   | 3     | LEB Plata | 6    | Quartas de Finais        | 19–15 | 1–3 | –              | –     |
| 2007–08   | 3     | LEB Plata | 6    | Quartas de Finais        | 23–11 | 0–2 | –              | –     |
| 2008–09   | 3     | LEB Plata | 4    | Semifinalista            | 19–11 | 3–1 | –              | –     |
| 2009–10   | 3     | LEB Plata | 5    | Semifinalista            | 20–12 | 5–4 | –              | –     |
| 2010–11   | 3     | LEB Prata | 1    | Promovido                | 25–3  | –   | Copa LEB Plata | C     |
| 2011–12   | 2     | LEB Ouro  | 10   | –                        | 18–16 | –   | –              | –     |
| 2012–13   | 2     | LEB Ouro  | 12   | Playoffs de Rebaixamento | 10–16 | 3–2 | –              | –     |
| 2013–14   | 2     | LEB Ouro  | 8    | Quartas de Finais        | 13–13 | 0–2 | –              | –     |
| 2014–15   | 2     | LEB Ouro  | 13   | -                        | 9-19  | -   | –              | –     |
| 2015-16   | 2     | LEB Ouro  | 13   | -                        | 11-19 | -   | -              | -     |

## Nomes de Patrocinador
- CajaRioja até 2010
- Knet Rioja 2010–2011
- Knet & Éniac 2011–2012
- Knet 2012–2013
- Cocinas.com 2013–presente